# Julio César Laffatigue
Julio César Laffatigue Halub (Marcos Juárez, Argentina, 23 de febrero de 1980) es un exfutbolista argentino. Su último club fue Atlético Argentino MJ de la Liga Bellvillense de Fútbol A en el 2016.

## Trayectoria

### Clubes
En 1997 y 1998 estuvo en Germinal de Rawson club donde debutó. Después llegó a All Boys, desde donde se iría a préstamo a El Porvenir donde estuvo en 1999 y 2000.
En 2000 y 2001 militó en Independiente, pero pasó todo el año sin ningún minuto de juego. 
En 2001 y 2002 volvió a All Boys, donde no consiguió jugar muchos minutos
Racing de Córdoba, en calidad de préstamo, fue su siguiente destino, en 2002. Después volvió a All Boys para la temporada 2003, pero no pudo lograr entrar en el once inicial. 
En 2004 tuvo su último paso por Argentina en Deportivo Armenio.
El segundo semestre de 2004 ficha por Deportes Concepción de la Primera B de Chile, donde logró consagrarse como goleador del equipo, consiguiendo el ascenso a la Primera División de Chile en un recordado partido en Rancagua. 
En el primer semestre de 2005 llega a Everton de Viña del Mar, en la Primera División de Chile, donde sólo permanece 6 meses por la falta de protagonismo en el equipo.
El segundo semestre de 2005 llega a Deportes Puerto Montt, también de la Primera División de Chile. Su temporada se vio empañada por una lesión grave después de que el autobús del equipo tuviera un accidente grave, en el cual murieron tres personas, mientras que 13 resultaron heridas. Laffatigue sufrió un traumatismo craneal, pero logró recuperarse.
En 2006 se traslada a Venezuela para fichar por el Deportivo Italmaracaibo, donde fue uno de los goleadores del Torneo Clausura 2006. 
Durante el segundo semestre de 2006 y el primer semestre de 2007 estuvo en UA Maracaibo, jugando la Copa Libertadores 2007. En este club logró el título del Torneo Clausura 2007 y perdió la definición anual contra el campeón de-l Torneo Apertura 2006.
En 2007 regresó a Chile para jugar por Cobresal, club donde se mantuvo hasta el primer semestre de 2008, teniendo una destacada participación.
En 2008 se trasladó a la Universidad de Concepción, club donde obtuvo el título de la Copa Chile 2008-09. En 2009 hace otra buena campaña que le permitiría subir de cotización.
Para la temporada 2010 es transferido al Querétaro FC de la Primera División de México, donde tuvo un cometido regular.
Para la segunda mitad de ese mismo año llega a Palestino teniendo una regular participación. Para la temporada 2011 es desvinculado del club por razones futbolísticas y por su alta cotización.
El segundo semestre de 2011 regresa a su país para jugar por el club San Martín de Marcos Juárez, llegando como una de las contrataciones más destacadas de la Liga Bellvillense de Fútbol B. En este equipo consigue el ansiado ascenso a la Liga Bellvillense de Fútbol A.
Para la temporada 2012 llega a Gimnasia y Tiro de Salta.
Luego en la temporada 2013 regresa a San Martín de Marcos Juárez para disputar la divisional A de la Liga Bellvillense llegando a Semifinales siendo la gran figura del equipo.
En 2014 vuelve a jugar en la divisional B de la liga bellvillense en el Club Deportivo Roca de Gral. Roca y también logrando el ascenso a la divisional A.

## Estadísticas

### Clubes
| Club | Div.          | Temporada     | Liga  | Liga  | Liga   | Regional(1) | Regional(1) | Regional(1) | Copas nacionales(2) | Copas nacionales(2) | Copas nacionales(2) | Torneos internacionales(3) | Torneos internacionales(3) | Torneos internacionales(3) | Total(4) | Total(4) | Total(4) | Media goleadora |
| Club | Div.          | Temporada     | Part. | Goles | Asist. | Part.       | Goles       | Asist.      | Part.               | Goles               | Asist.              | Part.                      | Goles                      | Asist.                     | Part.    | Goles    | Asist.   | Media goleadora |
| --- | ------------- | ------------- | ----- | ----- | ------ | ----------- | ----------- | ----------- | ------------------- | ------------------- | ------------------- | -------------------------- | -------------------------- | -------------------------- | -------- | -------- | -------- | --------------- |
| Germinal Argentina |               |               |       |       |        |             |             |             |                     |                     |                     |                            |                            |                            |          |          |          |                 |
| 4.ª | 1997          | 1             | 0     | 1     | —      | —           | —           | —           | —                   | —                   | —                   | —                          | —                          | 1                          | 0        | 1        | 0,00     |                 |
| Total club | Total club    | 1             | 0     | 1     | 0      | 0           | 0           | 0           | 0                   | 0                   | 0                   | 0                          | 0                          | 1                          | 0        | 1        | 0,00     |                 |
| El Porvenir Argentina |               |               |       |       |        |             |             |             |                     |                     |                     |                            |                            |                            |          |          |          |                 |
| 2.ª | 1999-00       | 3             | 0     | 0     | —      | —           | —           | —           | —                   | —                   | —                   | —                          | —                          | 3                          | 0        | 0        | 0,00     |                 |
| Total club | Total club    | 3             | 0     | 0     | 0      | 0           | 0           | 0           | 0                   | 0                   | 0                   | 0                          | 0                          | 3                          | 0        | 0        | 0,00     |                 |
| All Boys Argentina |               |               |       |       |        |             |             |             |                     |                     |                     |                            |                            |                            |          |          |          |                 |
| 3.ª | 2001-02       | 12            | 2     | 2     | —      | —           | —           | —           | —                   | —                   | —                   | —                          | —                          | 12                         | 2        | 2        | 0,17     |                 |
| Total club | Total club    | 12            | 2     | 2     | 0      | 0           | 0           | 0           | 0                   | 0                   | 0                   | 0                          | 0                          | 12                         | 2        | 2        | 0,17     |                 |
| Racing de Córdoba Argentina |               |               |       |       |        |             |             |             |                     |                     |                     |                            |                            |                            |          |          |          |                 |
| 3.ª | 2002          | 6             | 0     | 0     | —      | —           | —           | —           | —                   | —                   | —                   | —                          | —                          | 6                          | 0        | 0        | 0,00     |                 |
| Total club | Total club    | 6             | 0     | 0     | 0      | 0           | 0           | 0           | 0                   | 0                   | 0                   | 0                          | 0                          | 6                          | 0        | 0        | 0,00     |                 |
| Deportivo Armenio Argentina |               |               |       |       |        |             |             |             |                     |                     |                     |                            |                            |                            |          |          |          |                 |
| 3.ª | 2003-04       | 23            | 7     | 7     | —      | —           | —           | —           | —                   | —                   | —                   | —                          | —                          | 23                         | 7        | 7        | 0,30     |                 |
| Total club | Total club    | 23            | 7     | 7     | 0      | 0           | 0           | 0           | 0                   | 0                   | 0                   | 0                          | 0                          | 23                         | 7        | 7        | 0,30     |                 |
| Deportes Concepción · Chile |               |               |       |       |        |             |             |             |                     |                     |                     |                            |                            |                            |          |          |          |                 |
| 2.ª | 2004          | 20            | 12    | 5     | —      | —           | —           | —           | —                   | —                   | —                   | —                          | —                          | 20                         | 12       | 5        | 0,60     |                 |
| Total club | Total club    | 20            | 12    | 5     | 0      | 0           | 0           | 0           | 0                   | 0                   | 0                   | 0                          | 0                          | 20                         | 12       | 5        | 0,60     |                 |
| Everton · Chile |               |               |       |       |        |             |             |             |                     |                     |                     |                            |                            |                            |          |          |          |                 |
| 1.ª | 2005          | 18            | 4     | 3     | —      | —           | —           | —           | —                   | —                   | —                   | —                          | —                          | 18                         | 4        | 3        | 0,22     |                 |
| Total club | Total club    | 18            | 4     | 3     | 0      | 0           | 0           | 0           | 0                   | 0                   | 0                   | 0                          | 0                          | 18                         | 4        | 3        | 0,22     |                 |
| Deportes Puerto Montt · Chile |               |               |       |       |        |             |             |             |                     |                     |                     |                            |                            |                            |          |          |          |                 |
| 1.ª | 2005          | 16            | 2     | 2     | —      | —           | —           | 2           | 1                   | 0                   | —                   | —                          | —                          | 18                         | 3        | 2        | 0,17     |                 |
| Total club | Total club    | 16            | 2     | 2     | 0      | 0           | 0           | 2           | 1                   | 0                   | 0                   | 0                          | 0                          | 18                         | 3        | 2        | 0,17     |                 |
| Deportivo Italmaracaibo · Venezuela |               |               |       |       |        |             |             |             |                     |                     |                     |                            |                            |                            |          |          |          |                 |
| 1.ª | 2006          | 16            | 7     | 4     | —      | —           | —           | —           | —                   | —                   | —                   | —                          | —                          | 16                         | 7        | 4        | 0,44     |                 |
| Total club | Total club    | 16            | 7     | 4     | 0      | 0           | 0           | 0           | 0                   | 0                   | 0                   | 0                          | 0                          | 16                         | 7        | 4        | 0,44     |                 |
| UA Maracaibo · Venezuela |               |               |       |       |        |             |             |             |                     |                     |                     |                            |                            |                            |          |          |          |                 |
| 1.ª | 2006-07       | 15            | 2     | 3     | —      | —           | —           | —           | —                   | —                   | 3                   | 0                          | 1                          | 18                         | 2        | 4        | 0,11     |                 |
| Total club | Total club    | 15            | 2     | 3     | 0      | 0           | 0           | 0           | 0                   | 0                   | 3                   | 0                          | 1                          | 18                         | 2        | 4        | 0,11     |                 |
| Cobresal · Chile |               |               |       |       |        |             |             |             |                     |                     |                     |                            |                            |                            |          |          |          |                 |
| 1.ª | 2007          | 18            | 5     | 4     | —      | —           | —           | —           | —                   | —                   | —                   | —                          | —                          | 18                         | 5        | 4        | 0,28     |                 |
| 1.ª | 2008          | 14            | 8     | 4     | —      | —           | —           | —           | —                   | —                   | —                   | —                          | —                          | 14                         | 8        | 4        | 0,57     |                 |
| Total club | Total club    | 32            | 13    | 8     | 0      | 0           | 0           | 0           | 0                   | 0                   | 0                   | 0                          | 0                          | 32                         | 13       | 8        | 0,41     |                 |
| Universidad de Concepción · Chile |               |               |       |       |        |             |             |             |                     |                     |                     |                            |                            |                            |          |          |          |                 |
| 1.ª | 2008-09       | 15            | 5     | 2     | —      | —           | —           | 7           | 5                   | 2                   | —                   | —                          | —                          | 22                         | 10       | 4        | 0,46     |                 |
| 1.ª | 2009          | 27            | 10    | 6     | —      | —           | —           | 4           | 1                   | 3                   | —                   | —                          | —                          | 31                         | 11       | 9        | 0,36     |                 |
| Total club | Total club    | 42            | 15    | 8     | 0      | 0           | 0           | 11          | 6                   | 5                   | 0                   | 0                          | 0                          | 53                         | 21       | 13       | 0,40     |                 |
| Querétaro FC · México |               |               |       |       |        |             |             |             |                     |                     |                     |                            |                            |                            |          |          |          |                 |
| 1.ª | 2010          | 13            | 2     | 0     | —      | —           | —           | —           | —                   | —                   | —                   | —                          | —                          | 13                         | 2        | 0        | 0,15     |                 |
| Total club | Total club    | 13            | 2     | 0     | 0      | 0           | 0           | 0           | 0                   | 0                   | 0                   | 0                          | 0                          | 13                         | 2        | 0        | 0,15     |                 |
| Palestino · Chile |               |               |       |       |        |             |             |             |                     |                     |                     |                            |                            |                            |          |          |          |                 |
| 1.ª | 2010          | 13            | 3     | 0     | —      | —           | —           | —           | —                   | —                   | —                   | —                          | —                          | 13                         | 3        | 0        | 0,23     |                 |
| 1.ª | 2011          | 14            | 2     | 1     | —      | —           | —           | 2           | 0                   | 1                   | —                   | —                          | —                          | 16                         | 2        | 2        | 0,13     |                 |
| Total club | Total club    | 27            | 5     | 1     | 0      | 0           | 0           | 2           | 0                   | 1                   | 0                   | 0                          | 0                          | 29                         | 5        | 2        | 0,17     |                 |
| San Martín de Marcos Juarez Argentina |               |               |       |       |        |             |             |             |                     |                     |                     |                            |                            |                            |          |          |          |                 |
| 2.ª | 2011          | —             | —     | —     | 13     | 7           | 3           | —           | —                   | —                   | —                   | —                          | —                          | 13                         | 7        | 3        | 0,54     |                 |
| 1.ª | 2012          | —             | —     | —     | 19     | 12          | 10          | —           | —                   | —                   | —                   | —                          | —                          | 19                         | 12       | 10       | 0,63     |                 |
| 1.ª | 2013          | —             | —     | —     | 8      | 2           | 4           | —           | —                   | —                   | —                   | —                          | —                          | 8                          | 2        | 4        | 0,25     |                 |
| Total club | Total club    | 0             | 0     | 0     | 40     | 21          | 17          | 0           | 0                   | 0                   | 0                   | 0                          | 0                          | 40                         | 21       | 17       | 0,53     |                 |
| Gimnasia y Tiro de Salta Argentina |               |               |       |       |        |             |             |             |                     |                     |                     |                            |                            |                            |          |          |          |                 |
| 3.ª | 2012          | 12            | 4     | 3     | —      | —           | —           | —           | —                   | —                   | —                   | —                          | —                          | 12                         | 4        | 3        | 0,33     |                 |
| Total club | Total club    | 12            | 4     | 3     | 0      | 0           | 0           | 0           | 0                   | 0                   | 0                   | 0                          | 0                          | 12                         | 4        | 3        | 0,33     |                 |
| Deportivo Roca Argentina |               |               |       |       |        |             |             |             |                     |                     |                     |                            |                            |                            |          |          |          |                 |
| 2.ª | 2014          | —             | —     | —     | 8      | 4           | 1           | —           | —                   | —                   | —                   | —                          | —                          | 8                          | 4        | 1        | 0,50     |                 |
| Total club | Total club    | 0             | 0     | 0     | 8      | 4           | 1           | 0           | 0                   | 0                   | 0                   | 0                          | 0                          | 8                          | 4        | 1        | 0,50     |                 |
| Atlético San Carlos Argentina |               |               |       |       |        |             |             |             |                     |                     |                     |                            |                            |                            |          |          |          |                 |
| 1.ª | 2015          | —             | —     | —     | 3      | 2           | 3           | —           | —                   | —                   | —                   | —                          | —                          | 3                          | 2        | 3        | 0,67     |                 |
| Total club | Total club    | 0             | 0     | 0     | 3      | 2           | 3           | 0           | 0                   | 0                   | 0                   | 0                          | 0                          | 3                          | 2        | 3        | 0,67     |                 |
| Atlético Argentino MJ Argentina |               |               |       |       |        |             |             |             |                     |                     |                     |                            |                            |                            |          |          |          |                 |
| 1.ª | 2016          | —             | —     | —     | 14     | 1           | 2           | —           | —                   | —                   | —                   | —                          | —                          | 14                         | 1        | 2        | 0,07     |                 |
| Total club | Total club    | 0             | 0     | 0     | 14     | 1           | 2           | 0           | 0                   | 0                   | 0                   | 0                          | 0                          | 14                         | 1        | 2        | 0,07     |                 |
| Total carrera | Total carrera | Total carrera | 256   | 75    | 47     | 65          | 28          | 23          | 15                  | 7                   | 6                   | 3                          | 0                          | 1                          | 339      | 110      | 77       | 0,33            |
| (1) Incluye datos del Liga Bellvillense de Fútbol B (2011); Liga Bellvillense de Fútbol A (2012-16). (2) Incluye datos de la Liguilla de Promoción (2005-08); Definición Pre-Sudamericana (2009); Copa Chile (2008-10). (3) Incluye datos de la Copa Libertadores (2007). (4) No incluye goles en partidos amistosos. |               |               |       |       |        |             |             |             |                     |                     |                     |                            |                            |                            |          |          |          |                 |

### Resumen estadístico
| Competición           | Partidos | Goles | Promedio | Asistencias | Promedio | Goles y asistencias | Promedio |
| --------------------- | -------- | ----- | -------- | ----------- | -------- | ------------------- | -------- |
| Primera División      | 179      | 50    | 0,28     | 29          | 0,16     | 79                  | 0,44     |
| Segunda División      | 23       | 12    | 0,52     | 5           | 0,22     | 17                  | 0,74     |
| Tercera División      | 53       | 13    | 0,25     | 12          | 0,23     | 25                  | 0,47     |
| Cuarta División       | 1        | 0     | 0,00     | 1           | 1,00     | 1                   | 1,00     |
| Regional              | 65       | 28    | 0,43     | 23          | 0,35     | 51                  | 0,79     |
| Copas nacionales      | 15       | 7     | 0,47     | 6           | 0,40     | 13                  | 0,87     |
| Copas internacionales | 3        | 0     | 0,00     | 1           | 0,33     | 1                   | 0,33     |
| Total                 | 339      | 110   | 0,33     | 77          | 0,23     | 187                 | 0,55     |

## Palmarés

### Campeonatos regionales
| Título                        | Club                        | País      | Año  |
| ----------------------------- | --------------------------- | --------- | ---- |
| Liga Bellvillense de Fútbol B | San Martín de Marcos Juárez | Argentina | 2011 |

### Campeonatos nacionales
| Título                        | Club                      | País      | Año     |
| ----------------------------- | ------------------------- | --------- | ------- |
| Primera División de Venezuela | UA Maracaibo              | Venezuela | 2007-C  |
| Copa Chile                    | Universidad de Concepción | Chile     | 2008-09 |

- Datos: Q6309234